# Kent Grek
Kent Grek, född 27 april 1942, död 4 mars 2019, var en svensk fotbollsspelare (försvarare, mittback) som spelade för Göteborgsklubben Gais mellan 1961 och 1972, och totalt spelade 213 seriematcher (2 mål) för klubben.

## Biografi
Grek debuterade i Gais A-lag hösten 1961, och blev ordinarie året därpå. Från 1967 var han lagkapten i klubben, och samma år utsågs han till hedersmakrill. Han blev även hedersmakrill 1971, då hela laget tilldelades priset. Sammanlagt gjorde han 213 seriematcher (2 mål) för Gais. Efter den aktiva karriären var han lagledare för Gais vid två tillfällen (säsongerna 1972 och 1977).

### Handboll
Grek var också handbollsspelare i Gais och Redbergslids IK. 1960/1961 debuterade han i allsvenskan och spelade 6 matcher för RIK (4 mål). Han var också med i det Göteborgs IK som vann division II 1965/1966 och kvalade sig upp i allsvenskan 1966/1967.

## Eftermäle
Grek är en av Gais mest färgstarka spelare genom åren. Han hade brister i både teknik och snabbhet, men kompenserade detta med hjärta och kraft. Han berättar själv:
| ”           | Jag kunde inte springa och mötte heller aldrig en ytter som inte var snabbare än vad jag var. Alla nya tränare flyttade också på mig direkt efter att de anställts. Sedan var det bara att jobba sig tillbaka. | „ |
| – Kent Grek | |   |

Mest känd – eller kanske ökänd – är han för det självmål han gjorde mot Åtvidabergs FF 1969. Målet, som innebar 2–3 för Åtvidaberg, var en språngnick 13 minuter före full tid, då Grek av misstag fick till en perfekt huvudträff rakt upp i krysset, otagbart för Kent Harman i Gaismålet. Han gjorde även ett omtalat mål i rätt bur i en match mot Landskrona Bois 1965, då bollen efter en hörna rann i väg till Grek nära mittlinjen, där han fick till en otrolig träff rakt i mål för 2–2.